# Sloane (chanteuse)
Pour les articles homonymes, voir Sloane et Chantal Richard.
 (mars 2024).
Si vous disposez d'ouvrages ou d'articles de référence ou si vous connaissez des sites web de qualité traitant du thème abordé ici, merci de compléter l'article en donnant les références utiles à sa vérifiabilité et en les liant à la section « Notes et références ».
Sloane de son vrai nom Chantal Richard, née le 16 avril 1957 à Orléans, est une chanteuse française, en particulier connue pour sa participation au duo musical Peter et Sloane (avec Jean-Pierre Savelli).

## Carrière
En 1980, elle participe à l'Eurovision pour le Luxembourg comme choriste où elle accompagne le duo Sophie et Magali en compagnie de 2 autres chanteuses qui formeront le groupe Amour et se présentent à la sélection française pour l'Eurovision 1981 avec le titre "Un homme s'était levé",  ensuite Sloane fait partie de la Bande à Basile (dans laquelle elle interprète Colombine).  Elle est également choriste, entre autres de Céline Dion.
Elle écrit des chansons pour Carlos et pour C. Jérôme ainsi que la chanson Danse autour de la Terre pour le groupe Mini-Star.
Elle rencontre Jean-Pierre Savelli en 1984 dans un piano-bar avec qui elle crée le duo Peter et Sloane dont le titre Besoin de rien, envie de toi obtient un grand succès commercial. Le duo réalise dans la foulée l'album Besoin de rien, envie de toi en 1985, avant de se séparer en 1987.
À l'occasion du film Stars 80 de Frédéric Forestier et Thomas Langmann sorti en 2012, Sloane joue son propre rôle aux côtés de Jean-Pierre Savelli pour reformer leur duo. Ils participent par la suite à la saison 4 de la tournée Stars 80, de 2016 à 2018.
En 2016, Sloane revient aussi en solo avec sa compilation Sloane 80. Elle y interprète une quinzaine de titres cultes des années 1980 comme Voyage, Voyage, Les démons de minuit ou encore Macumba.
En 2019, elle participe à la saison 2 de l'émission télévisée Je suis une célébrité, sortez-moi de là !

## Revenus
En novembre 2023, presque quarante ans après la sortie de Besoin de rien, envie de toi, Sloane déclare devant Jordan De Luxe gagner encore l'équivalent d'un smic français (environ 1 400 €) chaque mois grâce à sa chanson.